# Mikrokosmos booking

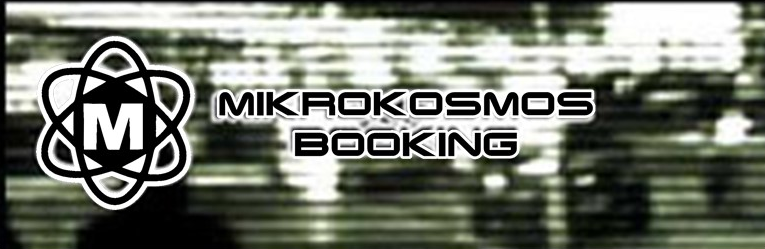
Logo

Mikrokosmos (auch „mikrofett“ genannt) war ein Berliner Hip-Hop/Rap-Independent-Label und eine Künstleragentur. Gründer des Booking Büros waren Martin „DJ MK1“ Klaus, Jan „Mäsch“ Mascheck, Marc „Marc Johnson“ Möbius und Johannes „Jo Honda“ Blickensdorff.

## Geschichte
Die Anfänge von Mikrokosmos liegen in einer Kellerkneipe in der Mittenwalder Straße in Berlin-Kreuzberg, in der sich ab 1997 mehrere Berliner MCs das erste Mal zu einer Open-Mic-Session unter dem Namen „Royal Bunker“ trafen. Nach dem US-amerikanischen Vorbild des Freestylecafés (bekannte Organisationen sind das Project Blowed oder die Crew Freestyle Fellowship) konnten hierbei die Rapper ihr Können unter Beweis stellen oder sich mit anderen MCs im Battle-Rap messen.

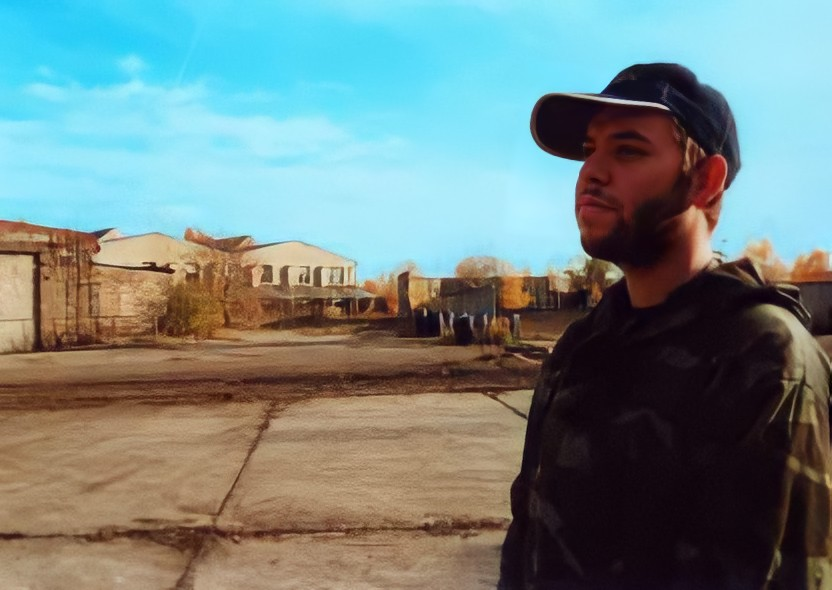
DJ MK1

Die Kneipe musste nach einem Jahr wegen Mietschulden des vorherigen Besitzers schließen und die Künstler suchten eine neue Plattform, um ihren Rap bekannt zu machen. Diese fanden sie beim Tapelabel Mikrokosmos, welches ungefähr zur gleichen Zeit wie die Royal-Bunker-Sessions gegründet wurde. Nach mehreren Veröffentlichungen lokaler Künstler löste sich das Label jedoch im Jahre 1999 aufgrund von Differenzen zwischen den Gründungsmitgliedern auf. Nach der einvernehmlichen Trennung eröffnete Martin „MK One“ Klaus mit Jan „Masch“ Mascheck und Bandulero Sound die Mikrokosmos Booking Agentur. Ab 2002 stiegen Ingo Rottmann und Peter „Gauner“ Knauer mit ein.
Ende 2003 musste im Zuge der ersten „MP3-Krise“ und der damit fehlenden Finanzierbarkeit durch Major-Labels das Bookingbüro schließen.

## Künstler
Folgende Künstler waren zwischen 2000 und 2003 bei mikroskosmos booking berlin buchbar:

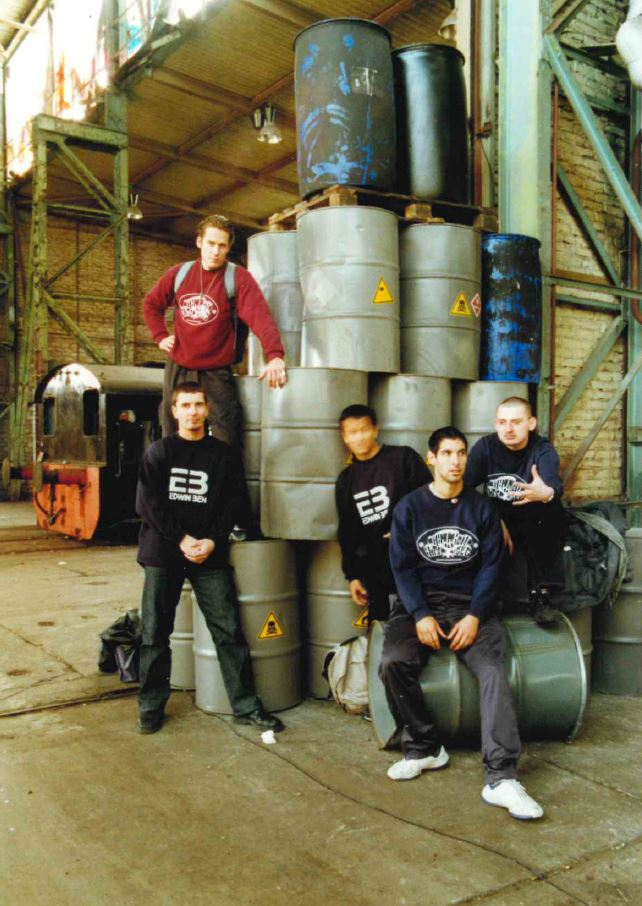
Mission Impossible Breakdance

- Battle Miliz (Royal Bunker)
- Shadow (Royal Bunker)
- Meyah Don (Royal Bunker)
- Jack Orsen (Ex-MOR, Royal Bunker)
- Marcello (Funkviertel)
- Kool Savas (Optik Records)
- AZAD (BOZZ Music)
- Beatfabrik
- Kaosloge (Illuminaten)
- Eko (Optik Records, Kool Savas)
- Gauner (Mikrokosmos)
- S-Rok (Mikrokosmos)
- Fuat
- Bee Low (Beatbox) (Schwarzmarkt)
- Staiger (Royal Bunker)

DJs:
- Desue (Mikrokosmos)
- MK1 (Mikrokosmos)
- Nicon (Optik Records, Kool Savas)
- Reaf (GBZ Babbasoundz)
- Fiks (Mikrokosmos)
- Headnod (Mikrokosmos)
- Fiasko (Mikrokosmos)
- Devin (Mikrokosmos)
- Ill Octopuss (Mikrokosmos)
- Hype (Phaderheadz)
- Wosa (Full Flavour)
- Q-Millah (Phaderheadz)
- Rob D (Muckemob)
- Danetic (Alphabeatz)
- V-Räter (Funkviertel)
- Shir Khan (ehem. KissFM)

Breakdance:
- Flying Steps

- Mission Impossible

Reggae & Dancehall:
- Fat Eric (Bandulero Sound)
- Slim Kady (Bandulero Sound)
- Colonel Riton (Bandulero Sound)
- Marc Johnson (Bandulero Sound)
- Joe Honda (Bandulero Sound)
- Jesco (Such a Sound)

## Veröffentlichungen
mikrokosmos booking berlin veröffentlichte als tape label auch eine Reihe von Tonträgern:
- DJ MK1 – Fresh ’n Attack 2000
- DJ MK1 – Lost Elements Vol. 1 – The Underground Odyssee 2001
- DJ MK1 – Lost Elements Vol. 2 – Second Gear Launched 2002
- DJ MK1 – Schlack Schlack MK Besch 2002
- DJ MK1 – Schlack Schlack MK Besch Volume 2 2003
- Gauner – Trick Tracks, Battle Raps (2001)
- Bandulero Sound Forward to Victory Vol. 1[7]
- Bandulero Sound Forward to Victory Vol. 2
- Bandulero Sound Forward to Victory Vol. 3
- Fat Eric Living dangerously
- Fat Eric Here i come
- DJ Desue Breakout 2003
- AZAD „Faust des Nordwestens“-Tour 2003[8]

## Veranstaltungen und Tourneen

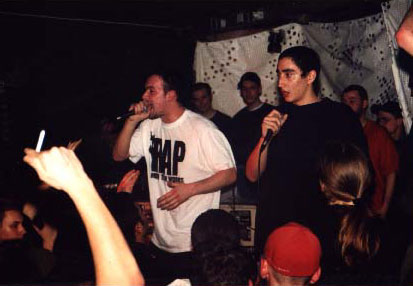
Lost Elements Insel Kool Savas & Eko Fresh

Zwischen 2000 und 2003 veranstaltete das Bookingbüro die monatliche Eventreihe „Lost Elements“ auf der Insel der Jugend in Berlin-Treptow. Dort traten viele namhafte Künstler der Szene auf. Ziel war es, einen bunten Mix aus allen Facetten des Raps und HipHops abzudecken. Neben Breakdance-Crews und Freestylebattle, traten DJs und Graffiti-Künstler auf. Außerdem gab es häufig einen Ragga/Dancehall-Floor der von der Berliner Soundcrew „Bandulero Sound“ bespielt wurde.
Die große Masters-of-Rap-Tour „Kotzen & Ablegen Tour 2002“ wurde ebenfalls von Mikrokosmos Booking Berlin organisiert.
Auch die „Faust des Nordwestens“-Tour  von AZAD wurde von Mikrokosmos Booking organisiert.
Julien Smith, der Mann hinter RAHRAH-Entertainment, verschwand am 26. November 2002 mit allen geleisteten Vorkassen der einzelnen Konzertveranstalter. Daraufhin musste Mikrokosmos Booking die Tour DJ Desue „Art of War“ absagen.

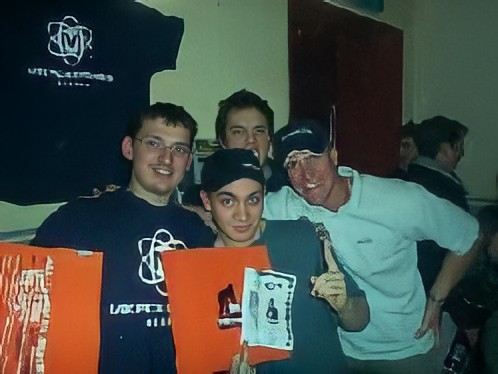
Perfect Skillz mit Killa Kela

## Free Savas und Mikrokosmos
Dem Freund und damaligen Künstler im Booking Kool Savas half Mikrokosmos 2002, um von seinem damaligen Label PDNTDR wegzukommen mit der Aktion „Free Savas“, bei welcher Mikrokosmos in Form eines Interviews Savas‘ mit Masch seine Sichtweise der Dinge veröffentlicht wurden und diese im Internet weit verteilt wurden. Hier gründete Savas später sein eigenes Label Optik Records.